# Glödnitz
Glödnitz ist eine Gemeinde mit 835 Einwohnern (Stand 1. Jänner 2025) im Bezirk St. Veit an der Glan in Österreich, im Bundesland Kärnten.

## Geographie
Das Glödnitztal ist ein Seitental des Gurktals im Nordwesten der Gurktaler Alpen. Die Flattnitz bildet einen Übergang in das obere Murtal. Glödnitz grenzt an die Steiermark und an die Nachbargemeinden Metnitz, Weitensfeld im Gurktal, Deutsch-Griffen und Albeck.
Im Gemeindegebiet von Glödnitz befinden sich die Naturschutzgebiete Türkenmoos und Flattnitzbach-Hochmoor.

### Gemeindegliederung
Die einzige Katastralgemeinde ist Glödnitz. Das Gemeindegebiet umfasst folgende 19 Ortschaften (in Klammern Einwohnerzahl Stand 1. Jänner 2025):
- Altenmarkt (126)
- Bach (15)
- Brenitz (37)
- Eden (15)
- Flattnitz (92)
- Glödnitz (338)
- Grai (11)
- Hohenwurz (0)
- Jauernig (2)
- Kleinglödnitz (8)
- Laas (33)
- Lassenberg (29)
- Moos (17)
- Rain (7)
- Schattseite (12)
- Torf (22)
- Tschröschen (7)
- Weißberg (26)
- Zauchwinkel (38)

### Nachbargemeinden
| Stadl-Predlitz (MU) | Metnitz                                     |             |
|                     | Kompassrose, die auf Nachbargemeinden zeigt | Weitensfeld |
| Deutsch-Griffen     | Albeck (FE)                                 |             |

## Geschichte

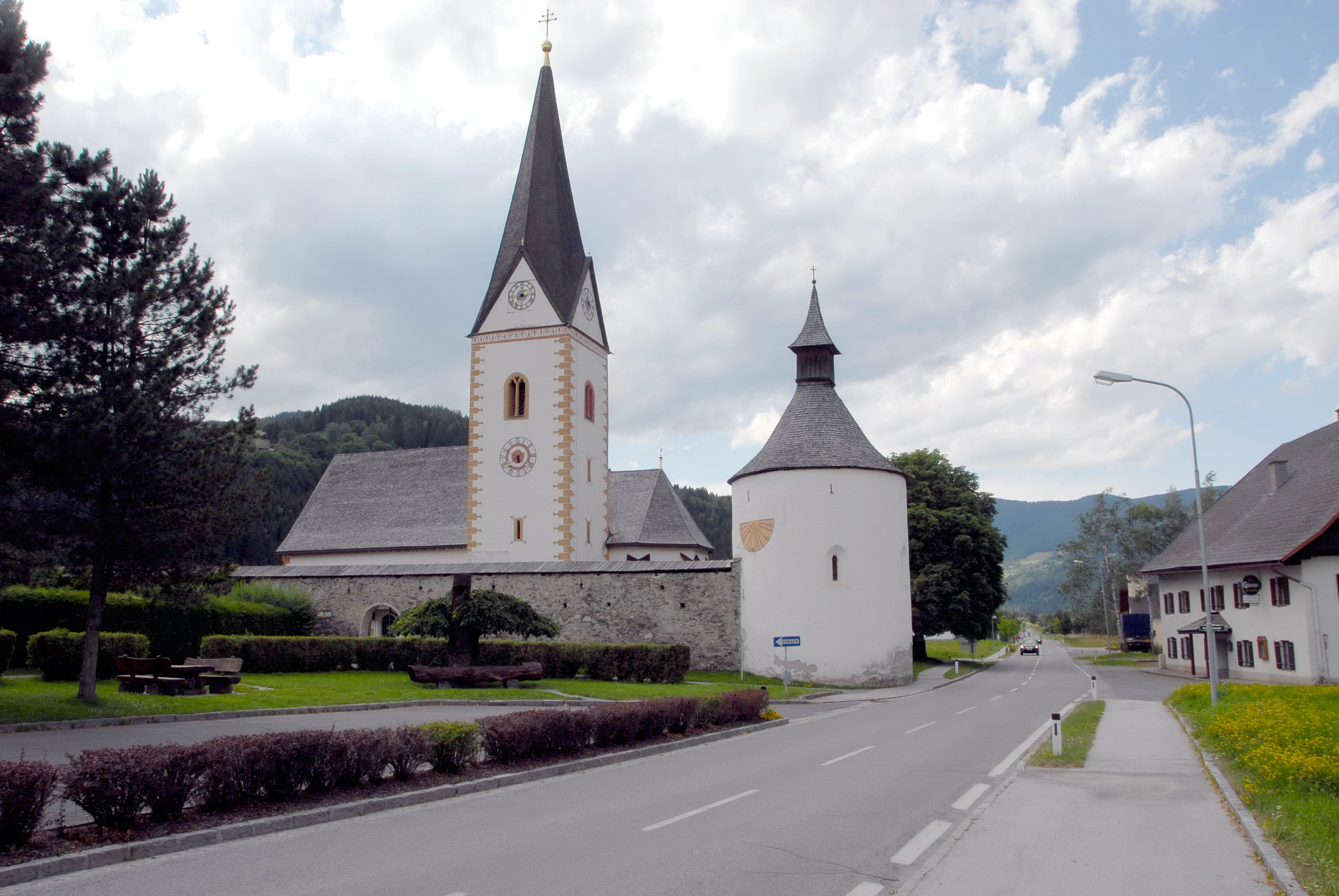
Pfarrkirche Glödnitz

In der Römerzeit führte ein wichtiger Verkehrsweg durch das Glödnitztal, und in Beliandrum (wahrsch. Altenmarkt) und Tarnasici (Flattnitz) waren Poststationen eingerichtet. Die erste urkundliche Erwähnung des Orts stammt aus dem Jahr 898 (als Glodati). Die Pfarrkirche von Glödnitz wird der Überlieferung nach auf eine Stiftung der Heiligen Hemma von Gurk zurückgeführt; gesichert ist, dass das Bistum Gurk im heutigen Gemeindegebiet umfangreiche Herrschaftsrechte besaß und auf der Flattnitz eine Rundkirche mit Hospiz errichten ließ.
Das Gebiet war aufgrund günstiger Klimaverhältnisse im Hochmittelalter dichter besiedelt als heute, bis ins 19. Jahrhundert hinein gab es hingegen lediglich einige kleine Höfe und Keuschen.
1848 kam es im Gefolge der bürgerlichen Revolution zur Bauernbefreiung, zwei Jahre später entstand die Ortsgemeinde Glödnitz. Bei der ersten Wahl wurde der Wirt Franz Gasser Bürgermeister. 
Die Gemeinde wurde vor allem durch die Gurktalbahn (ab 1898) erschlossen und an die Südbahn angebunden. Im April 1969 wurde der Betrieb der Schmalspurbahn eingestellt und anschließend die Strecke im Bereich der Gemeinde abgetragen.
Ab den 1920er Jahren wandte man sich auch dem Tourismus zu, der heute eine wirtschaftlich wichtige Rolle in Glödnitz spielt.

### Vorübergehende Gemeindezusammenlegung
Zwischen 1973 und 1991 gehörte das Gemeindegebiet zur neu gebildeten Großgemeinde Weitensfeld-Flattnitz, Glödnitz verselbständigte sich aber nach einer Volksbefragung 1991 wieder.

### Staatsbürgerschaft, Religion
Laut Volkszählung 2001 hatte Glödnitz 1004 Einwohner, davon waren 97,8 % österreichische und 1,3 deutsche Staatsbürger. 90,8 % bekannten sich zur römisch-katholischen und 3,1 % zur evangelischen Kirche, 4,7 % waren ohne religiösem Bekenntnis.

### Bevölkerungsentwicklung
Wegen einer starken Abwanderung ging die Bevölkerungszahl in den letzten Jahrzehnten stark zurück. Die Geburtenbilanz war ausgeglichen.
| Glödnitz: Einwohnerzahlen von 1869 bis 2024         | Glödnitz: Einwohnerzahlen von 1869 bis 2024 | Glödnitz: Einwohnerzahlen von 1869 bis 2024 | Glödnitz: Einwohnerzahlen von 1869 bis 2024 | Glödnitz: Einwohnerzahlen von 1869 bis 2024 |
| --------------------------------------------------- | ------------------------------------------- | ------------------------------------------- | ------------------------------------------- | ------------------------------------------- |
| Jahr                                                |                                             |                                             |                                             | Einwohner                                   |
| 1869                                                | 1869                                        |                                             | 1.270                                       | 1.270                                       |
| 1880                                                | 1880                                        |                                             | 1.262                                       | 1.262                                       |
| 1890                                                | 1890                                        |                                             | 1.192                                       | 1.192                                       |
| 1900                                                | 1900                                        |                                             | 1.215                                       | 1.215                                       |
| 1910                                                | 1910                                        |                                             | 1.079                                       | 1.079                                       |
| 1923                                                | 1923                                        |                                             | 1.203                                       | 1.203                                       |
| 1934                                                | 1934                                        |                                             | 1.350                                       | 1.350                                       |
| 1939                                                | 1939                                        |                                             | 1.237                                       | 1.237                                       |
| 1951                                                | 1951                                        |                                             | 1.314                                       | 1.314                                       |
| 1961                                                | 1961                                        |                                             | 1.299                                       | 1.299                                       |
| 1971                                                | 1971                                        |                                             | 1.223                                       | 1.223                                       |
| 1981                                                | 1981                                        |                                             | 1.136                                       | 1.136                                       |
| 1991                                                | 1991                                        |                                             | 1.049                                       | 1.049                                       |
| 2001                                                | 2001                                        |                                             | 1.004                                       | 1.004                                       |
| 2011                                                | 2011                                        |                                             | 885                                         | 885                                         |
| 2021                                                | 2021                                        |                                             | 827                                         | 827                                         |
| 2024                                                | 2024                                        |                                             | 832                                         | 832                                         |
| Quelle(n): Statistik Austria, Gebietsstand 1.1.2021 |                                             |                                             |                                             |                                             |

## Wirtschaft und Infrastruktur
Die Wirtschaft ist traditionell geprägt von der Forst- und Landwirtschaft. Weiters spielt auch der Tourismus eine Rolle, insbesondere der Wintertourismus auf der Flattnitz.

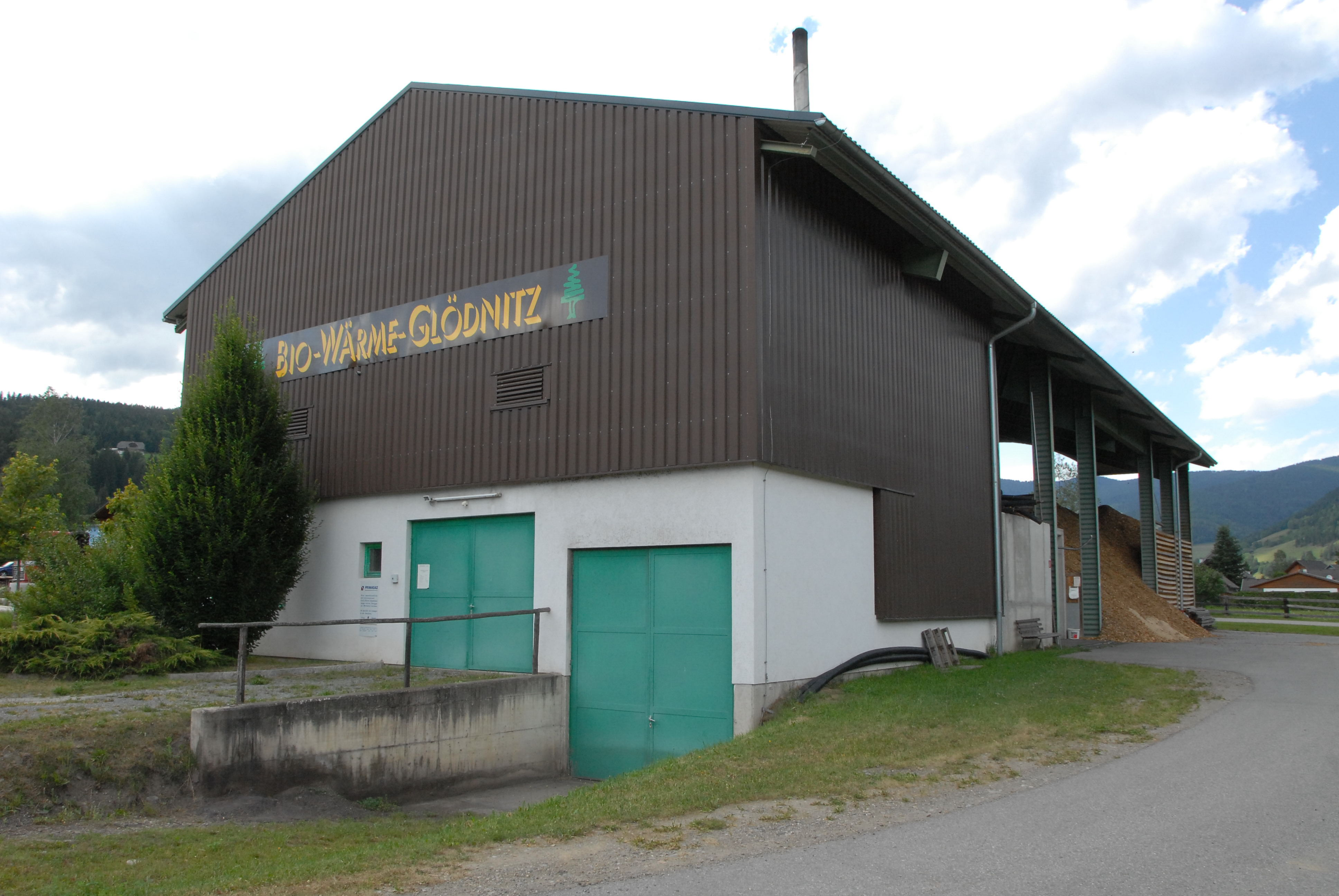
Hackschnitzelheizwerk "Bio-Wärme Glödnitz" (2007)

Die Gemeinde ist Mitglied der Werbegemeinschaft Kärntner Holzstraße. 
Eine 1993 gegründete Genossenschaft mit den holzliefernden Forstwirten errichtete unterstützt mit Förderungen von Bund, Land und Gemeinde mit einer Erstinvestotion von 15,5 Mio. € eine Nahwärmeversorgung für anfangs 46 Häuser. Der Biomassekessel ging am 12. September 1994 in Betrieb und wurde 2012 auf Hackschnitzelverfeuerung umgestellt. Mit Stand 2014 gibt es 13 Genossenschafter; der Kessel mit 1,4 MW Heizleistung versorgt 86 Gebäude, darunter alle öffentlichen, das Pfarrhaus und 90 % der Haushalte.

### Wirtschaftssektoren
Die folgende Tabelle zeigt die Entwicklung der Anzahl der Betriebe und der Beschäftigten in den Wirtschaftssektoren:
| Wirtschaftssektor            | Anzahl Betriebe | Anzahl Betriebe | Anzahl Betriebe | Erwerbstätige | Erwerbstätige | Erwerbstätige |
| Wirtschaftssektor            | 2021            | 2011            | 2001            | 2021          | 2011          | 2001          |
| ---------------------------- | --------------- | --------------- | --------------- | ------------- | ------------- | ------------- |
| Land- und Forstwirtschaft 1) | 44              | 69              | 76              | 50            | 46            | 44            |
| Produktion                   | 10              | 4               | 2               | 77            | 9             | 0             |
| Dienstleistung               | 43              | 34              | 39              | 77            | 109           | 104           |

1) Betriebe mit Fläche in den Jahren 1999 und 2010, Arbeitsstätten im Jahr 2021

### Verkehr
Die Gemeinde wird von Norden nach Süden von der Flattnitzer Straße durchzogen, die Glödnitz im Norden mit dem Murtal und im Süden mit dem Gurktal verbindet.

## Politik

### Gemeinderat
Der Gemeinderat besteht aus 11 Mitgliedern.
- Nach der Gemeinderatswahl 2015 setzte er sich wie folgt zusammen: 6 ÖVP, 3 FPÖ und 2 SPÖ.[8]
- Nach der Gemeinderatswahl 2021 setzt er sich wie folgt zusammen: 5 ÖVP, 4 FPÖ und 2 SPÖ.[9]

### Bürgermeister
Direkt gewählter Bürgermeister ist Johann Fugger (ÖVP).

### Wappen
Das Wappen von Glödnitz zeigt einen Bischofsstab und einen Kreuzstab. Ersterer ist als Symbol des Gurker Bischofs geläufig; der Kreuzstab ist das Attribut Johannes des Täufers, Patron von Kirche und Hospiz auf der Flattnitz. Der belaubte goldene Zweig bezieht sich auf die Zwergbirke, die auf der Flattnitz zu finden und damit eine vegetationskundliche Besonderheit ist.
Die amtliche Blasonierung des Wappens lautet: „In Blau golden, erniedrigt im rechten Winkel gekreuzt, ein Bischofsstab und ein in Kleeblättern endender Kreuzstab, unterlegt von einem goldenen Zweig mit rechtwinkeligen Seitentrieben im Schildfuß, belaubt mit gegenständigen goldenen Blättern der Zwergbirke (betula nana).“
Wappen und Fahne wurden der Gemeinde am 20. September 1994 verliehen, die Fahne ist Blau-Gelb mit eingearbeitetem Wappen.

## Persönlichkeiten

### Söhne und Töchter der Gemeinde
- Veit Prettner (1846–1927), Mitglied des Abgeordnetenhauses 1891–1894[13]